# Charonia lampas
Charonia lampas (Linnaeus, 1758) è un mollusco gasteropode marino appartenente alla famiglia Charoniidae.
Molto ricercato, così come per gli altri membri della famiglia, per la conchiglia, che può raggiungere ragguardevoli dimensioni, è stato ritrovato come parte di collane risalenti al neolitico.

## Distribuzione e habitat
La specie è stata rinvenuta sulle coste africane dell'Oceano Atlantico orientale, dal canale della Manica fino al Senegal, e nel Mar Mediterraneo occidentale. Presente anche sul territorio italiano, esemplari sono stati ritrovati in Sicilia a Capo Peloro, nei pressi delle isole di Lampedusa e Lampione, nei pressi di Panarea nelle Isole Eolie e sulle isole Ciclopi, al largo di Aci Trezza sui fondali dell'isola maggiore del piccolo arcipelago, l'isola Lachea. In Sardegna, diversi esemplari sono stati rinvenuti nelle Isole di Sant'Antioco e San Pietro e nei pressi di Capo Ferrato.
Pur prediligendo fondi dal substrato roccioso, anche a modeste profondità, è possibile trovarla su fondi litorali detritici del piano circalitorale, fino al limite della piattaforma continentale.